# Gare de Wilrijk
La gare de Wilrijk est une ancienne gare ferroviaire belge de la ligne 52/1, d'Anvers-Sud à Y Deurne, située à Wilrijk, district de la ville belge d'Anvers en Région flamande dans la province d'Anvers.
Mise en service le 10 juillet 1878 par les Chemins de fer de l’État belge, elle ferme aux voyageurs en 1957 et aux marchandises en 1970. La route R11 du ring d'Anvers a remplacé la voie ferrée.
Wilrijk a également possédé une autre gare, fermée et disparue : Wilrijk-Molenveld.

## Histoire
La « station de Wilryck » est mise en service le 10 juillet 1878 par l’Administration des chemins de fer de l’État belge lors de l'ouverture de la section d'Anvers-Sud à Vieux Dieu, surnommée "ligne des forts" (actuelle ligne 52/1), ainsi que des gares d'Anvers-Sud et Wilrijk.
La ligne, surnommée « ligne des forts » desservait les forts 4, 5, 6, 7 et 8 de la ligne de défense d'Anvers et assurait aussi un trafic ordinaire (voyageurs et marchandises).
Le 20 mai 1894, l’État belge crée une nouvelle ligne plus directe entre Y Wilrijk et la gare d'Anvers-Sud. Cette section, devenue une composante de la ligne 25A de Malines-Nekkerspoel à Anvers-Sud devait doubler la ligne historique Bruxelles-Anvers pour accueillir son trafic voyageurs et marchandises. Cette nouvelle ligne fut dotée en 1911 d'une seconde gare sur la commune : Wilrijk-Molenveld mais cette halte disparaît déjà en 1919.
Sur la ligne 25A, le trafic resta modeste :
- la section de Y Wilrijk à Anvers-Sud fut fermée et démontée dès 1930 ;
- sur le reste de la ligne 25A, les gares fermèrent aux voyageurs en 1939 ;
- la ligne fut finalement fermée et démontée en 1969.

La ligne des forts perdit quant à elle ses trains de voyageurs le 2 juin 1957. Elle ferma complètement aux marchandises le 29 septembre 1970.
L'espace laissé libre par la voie ferrée fut en grande partie réinvesti par la route R11 du ring d'Anvers, appelée Gaston Fabrélaan à cet endroit. Quelques maisons de la place de la gare ont survécu sur une portion en cul-de-sac de la Jules Moretuslei.
Le bâtiment des recettes, construit par l’État belge vers 1878, appartenait à la dernière génération des gares standard à pignons à redents. Ce type de bâtiments, de style néo-renaissance flamande, se distingue des premières gares à pignons à redents en une seule partie car il comporte cinq parties avec un corps central de deux niveaux à cinq travées sous bâtière, flanqué de deux ailes d'un niveau avec seule travée sous bâtière, lesquelles sont elles-mêmes encadrées par des ailes basses à toit plat d'au-moins deux travées.
Son plan est identique à celui de la gare de Hoboken-Polder (autre gare de la ligne des forts) ainsi qu'à toutes les gares d'origine de la nouvelle ligne Bruxelles-Nivelles.
Rien ne subsiste du bâtiment de la gare de Wilrijk.